# Takuma Nagayoshi
Takuma Nagayoshi (japanisch 永芳 卓磨 Nagayoshi Takuma; * 18. April 1986 in der Präfektur Okayama) ist ein japanischer Fußballspieler.

## Karriere
Nagayoshi erlernte das Fußballspielen in der Universitätsmannschaft der Universität Tsukuba. Seinen ersten Vertrag unterschrieb er 2009 bei FC Gifu. Der Verein spielte in der zweithöchsten Liga des Landes, der J2 League. Für den Verein absolvierte er 202 Ligaspiele. Im August 2011 wechselte er zum Ligakonkurrenten Ōita Trinita. Am Ende der Saison 2012 stieg der Verein in die J1 League auf. Für den Verein absolvierte er 25 Ligaspiele. 2014 wechselte er zum Zweitligisten Tochigi SC. Für den Verein absolvierte er fünf Ligaspiele. Im Juli 2015 wurde er an den Drittligisten SC Sagamihara ausgeliehen. Für den Verein absolvierte er 11 Ligaspiele. 2016 kehrte er zum Drittligisten Tochigi SC zurück.